# Polen beim Eurovision Song Contest
Teilnehmende Rundfunkanstalt

Erste Teilnahme
1994
Anzahl der Teilnahmen
27 (Stand 2025)
Höchste Platzierung
2 (1994)
Höchste Punktzahl
229 (2016)
Niedrigste Punktzahl
10 (2015)
Punkteschnitt (seit erstem Beitrag)
60,95 (Stand 2019)
Punkteschnitt pro abstimmendem Land im 12-Punkte-System
1,48 (Stand 2019)
Dieser Artikel beschäftigt sich mit der Geschichte Polens als Teilnehmer beim Eurovision Song Contest (ESC).

## Regelmäßigkeit der Teilnahme und Erfolge im Wettbewerb

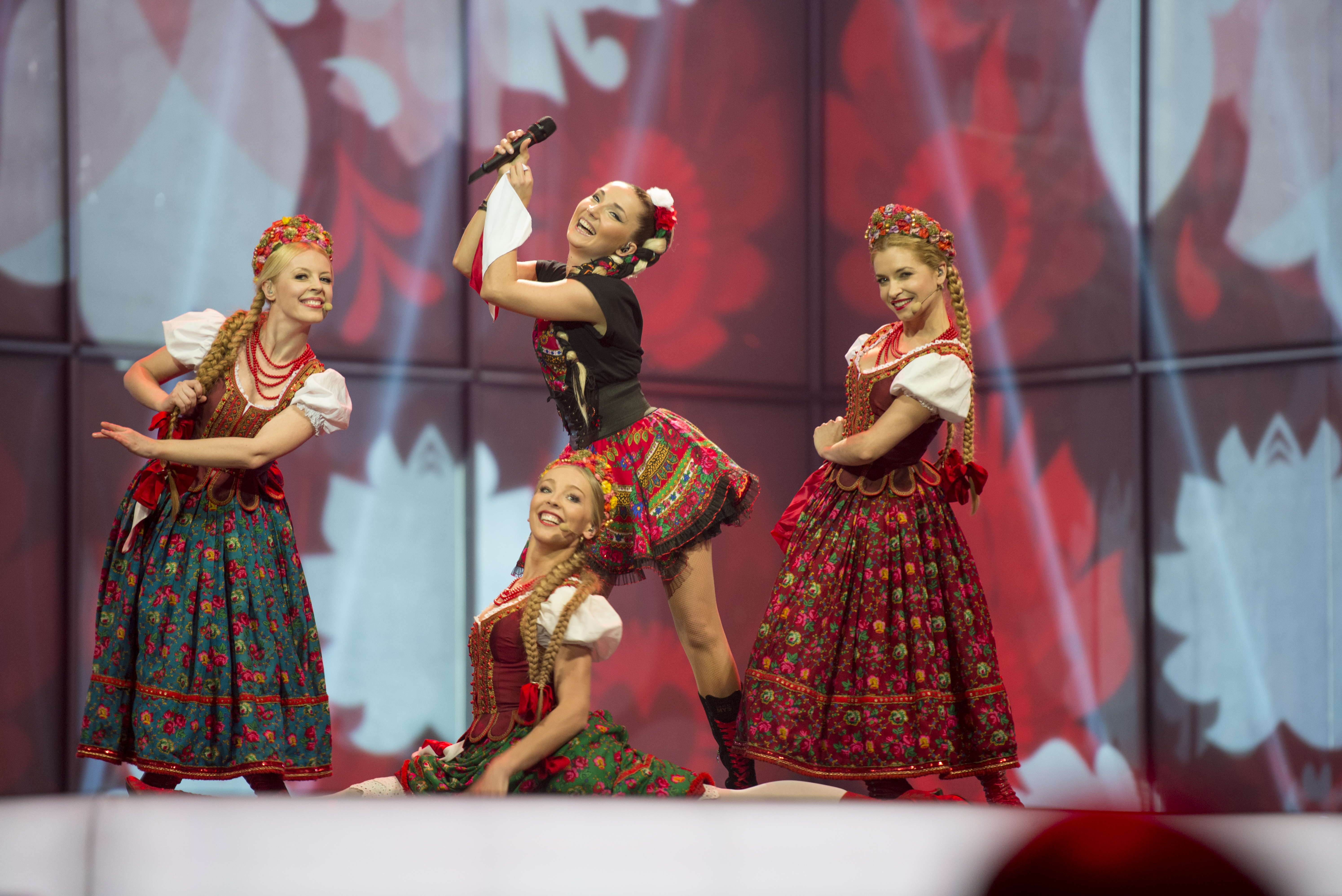
Donatan & Cleo 2014, hier im Bild nur Cleo (Mitte, oben), holten 2014 nach der Rückkehr das bis dahin beste polnische Ergebnis seit 2003

Polen nahm erstmals 1994 teil und konnte bei der ersten Teilnahme direkt einen Rekord aufstellen. Damals erreichte Edyta Górniak mit ihrer Ballade To nie ja den zweiten Platz mit 166 Punkten. Dies war zu der Zeit das erfolgreichste Debüt eines Landes beim ESC und wurde erst 2007 übertroffen, als Serbien den Wettbewerb bei seiner ersten Teilnahme gewann. Allerdings konnte Polen 1995 diesen Erfolg nicht fortführen und erreichte nur Platz 18. Auch in den Folgejahren reichte es stets nur für Platzierungen im Mittelfeld: Platz 15 (1996), Platz 11 (1997), Platz 17 (1998) und Platz 18 (1999). Durch diese eher schwächeren Platzierungen musste das Land 2000 erstmals aussetzen. 2001 durfte Polen dann wieder teilnehmen, aber auch die Rückkehr verlief ohne Erfolg, denn das Land landete nur auf Platz 20. Demnach musste das Land 2002 erneut aussetzen. Erst 2003 konnte Polen wieder teilnehmen.
Die Rückkehr 2003 war dabei sogar erfolgreich. So holte die Band Ich Troje mit ihrem Lied Keine Grenzen – Żadnych granic Platz 7 und somit das bis dahin zweitbeste Ergebnis Polens im Wettbewerb. 2004 landete der polnische Beitrag dann wieder im Mittelfeld mit Platz 17. 2005 musste Polen demnach also erstmals am 2004 eingeführten Halbfinale teilnehmen, verpasste mit Platz 11 aber knapp den Finaleinzug. Auch 2006, als die Band Ich Troje erneut für Polen antrat, verpasste das Land mit Platz 11 erneut knapp die Finalqualifikation. Auch 2007 wurde das Finale verpasst, mit Platz 14 im Halbfinale aber auch deutlicher als zuvor. Erst 2008 konnte das Land sich nach einem zehnten Platz im Halbfinale wieder für das Finale qualifizieren. Dort erreichte Isis Gee aber am Ende nur den vorletzten Platz. 2009 und 2010 verpasste Polen dann wieder das Finale mit Platz 12 sowie Platz 13 im Halbfinale. 2011 folgte dann Polens bisheriger Tiefpunkt im Wettbewerb. So wurde das Land Letzter im Halbfinale und erreichte somit seine bis heute schlechteste Platzierung. Wegen der Fokussierung auf die Fußball-Europameisterschaft in Polen und der Ukraine und den Olympischen Sommerspielen in London, beide 2012, nahm das Land nicht am Eurovision Song Contest 2012 in Baku teil. Auch 2013 verzichtete Polen aus finanziellen Gründen auf die Teilnahme am Eurovision Song Contest 2013. Erst 2014 kehrte das Land zum Wettbewerb zurück.
2014 trat dann das Duett Donatan & Cleo an, die im Halbfinale Platz 8 erreichten und somit Polen erstmals seit sechs Jahren wieder ins Finale brachten. Im Finale erreichte das Land dann mit Platz 14 das beste Ergebnis seit elf Jahren. Auch 2015 gelang Polen die Finalqualifikation, auch wenn die Platzierung mit Platz 23 am Ende eher nur mäßig ausfiel. 2016 konnte sich Polen dann erstmals zum dritten Mal in Folge für das Finale qualifizieren und holte dort sein drittbestes bisheriges Ergebnis. So landete der Sänger Michał Szpak am Ende auf Platz 8 und holte mit 229 Punkten ebenfalls eine neue Höchstpunktzahl für das Land. Dieser Erfolg konnte 2017 aber nicht fortgesetzt werden. So erreichte die Sängerin Kasia Moś zwar das Finale, landete dort aber nur auf Platz 22. 2018 endete dann die Folge an Qualifikationen und Polen schied erstmals seit 2011 im Halbfinale aus. Auch 2019 konnte das Land nicht das Finale erreichen, verpasste mit Platz 11 aber nur knapp dem Finaleinzug. 2021 konnte man sich erneut und somit zum dritten Mal in Folge nicht für das Finale qualifizieren. 2022 hingegen schaffte Ochman es, Polen nach 2017 wieder in das Finale zu bringen. Im Finale erreichte er den 12. Platz und somit eine Platzierung in der linken Tabellenhälfte. Außerdem ist es das beste Ergebnis des Landes seit 2016. 2023 erreichte man ebenfalls das Finale, mit Platz 19 jedoch nur eine Platzierung in der unteren Tabellenhälfte. 2024 verfehlte Polen dann wieder das Finale, zum ersten Mal seit 2021. 2025 erreichte Justyna Steczkowska, die schon 1995 antrat, Platz 14 im oberen Mittelfeld.
Insgesamt landeten also nur 5 von den 27 Beiträgen in der linken Tabellenhälfte. Darüber hinaus wurde Polen bisher einmal Letzter (2011), konnte dagegen aber auch schon einmal Platz 2 (1994) erreichen. Mit allerdings nur zwei weiteren Platzierungen unter den besten Zehn sowie acht verpassten Finaleinzügen, gehört Polen eher zu den weniger erfolgreichen Ländern im Wettbewerb.

## Liste der Beiträge
Farblegende:
– 1. Platz. 
– 2. Platz. 
– 3. Platz. 
– Punktgleichheit mit dem letzten Platz.
– ausgeschieden im Halbfinale/in der Qualifikation/im osteuropäischen Vorentscheid.
– keine Teilnahme/nicht qualifiziert.
– Absage des Eurovision Song Contests.
| Jahr      | Interpret                 | Titel Musik (M) und Text (T) | Sprache                                         | Übersetzung                    | Finale                                           | Finale                                           | Halbfinale/ Qualifikation                        | Halbfinale/ Qualifikation                        | Nationaler Vorentscheid                 |
| Jahr      | Interpret                 | Titel Musik (M) und Text (T) | Sprache                                         | Übersetzung                    | Platz                                            | Punkte                                           | Platz                                            | Punkte                                           | Nationaler Vorentscheid                 |
| --------- | ------------------------- | --- | ----------------------------------------------- | ------------------------------ | ------------------------------------------------ | ------------------------------------------------ | ------------------------------------------------ | ------------------------------------------------ | --------------------------------------- |
| 1994      | Edyta Górniak             | To nie ja! M: Stanisław Syrewicz; T: Jacek Cygan | Polnisch                                        | Ich war es nicht               | 2 / 25                                           | 166                                              | Direkt für das Finale qualifiziert               | Direkt für das Finale qualifiziert               | interne Auswahl                         |
| 1995      | Justyna Steczkowska       | Sama M: Mateusz Pospieszalski, Wojciech Waglewski; T: Wojciech Waglewski | Polnisch                                        | Alleine                        | 18 / 23                                          | 15                                               | Direkt für das Finale qualifiziert               | Direkt für das Finale qualifiziert               | interne Auswahl                         |
| 1996      | Kasia Kowalska            | Chcę znać swój grzech M: Robert Amirian; T: Kasia Kowalska | Polnisch                                        | Ich möchte meine Sünde kennen  | 15 / 23                                          | 31                                               | 15 / 29                                          | 42                                               | interne Auswahl                         |
| 1997      | Anna Maria Jopek          | Ale jestem M: Tomasz Lewandowski; T: Magda Czapinska | Polnisch                                        | Aber ich bin                   | 11 / 25                                          | 54                                               | Direkt für das Finale qualifiziert               | Direkt für das Finale qualifiziert               | interne Auswahl                         |
| 1998      | Sixteen                   | To takie proste M: Jaroslaw Pruszkowski; T: Olga Pruszkowska | Polnisch                                        | Das ist so leicht              | 17 / 25                                          | 19                                               | Direkt für das Finale qualifiziert               | Direkt für das Finale qualifiziert               | interne Auswahl                         |
| 1999      | Mietek Szcześniak         | Przytul mnie mocno M: Seweryn Krajewski; T: Wojciech Ziembicki | Polnisch                                        | Umarme mich fest               | 18 / 23                                          | 17                                               | Direkt für das Finale qualifiziert               | Direkt für das Finale qualifiziert               | interne Auswahl                         |
| 2000      | Nicht qualifiziert        | Nicht qualifiziert | Nicht qualifiziert                              | Nicht qualifiziert             | Nicht qualifiziert                               | Nicht qualifiziert                               | Nicht qualifiziert                               | Nicht qualifiziert                               | Nicht qualifiziert                      |
| 2001      | Piasek                    | 2 Long M: Robert Chojnacki; T: Andrzej Piaseczny | Englisch                                        | Zu lange                       | 20 / 23                                          | 11                                               | Direkt für das Finale qualifiziert               | Direkt für das Finale qualifiziert               | interne Auswahl                         |
| 2002      | Nicht qualifiziert        | Nicht qualifiziert | Nicht qualifiziert                              | Nicht qualifiziert             | Nicht qualifiziert                               | Nicht qualifiziert                               | Nicht qualifiziert                               | Nicht qualifiziert                               | Nicht qualifiziert                      |
| 2003      | Ich Troje                 | Keine Grenzen – Żadnych granic M: André Franke, Joachim Horn-Bernges; T: André Franke, Joachim Horn-Bernges, Michał Wiśniewski, Jacek Łagwa                                                  | Deutsch, Polnisch, Russisch                     | –                              | 7 / 26                                           | 90                                               | Direkt für das Finale qualifiziert               | Direkt für das Finale qualifiziert               | Krajowe Eliminacje 2003                 |
| 2004      | Blue Café                 | Love Song M: Paweł Rurak-Sokal; T: Tatiana Okupnik | Englisch, Spanisch                              | Liebeslied                     | 17 / 24                                          | 27                                               | Direkt für das Finale qualifiziert               | Direkt für das Finale qualifiziert               | Krajowe Eliminacje 2004                 |
| 2005      | Ivan & Delfin             | Czarna dziewczyna M: Łukasz Lazer; T: Ivan Komarenko, Paweł Radziszewski | Polnisch, Russisch                              | Schwarzes Mädchen              | Ausgeschieden                                    | Ausgeschieden                                    | 11 / 25                                          | 81                                               | interne Auswahl                         |
| 2006      | Ich Troje                 | Follow My Heart M: André Franke; T: Michał Wiśniewski, Real McCoy, William Lennox | Polnisch, Deutsch, Englisch, Russisch, Spanisch | Folge meinem Herzen            | Ausgeschieden                                    | Ausgeschieden                                    | 11 / 23                                          | 70                                               | Piosenka dla Europy 2006                |
| 2007      | The Jet Set               | Time to Party M: Mateusz Krezan; T: Kamil Varen, David Junior Serame | Englisch                                        | Zeit zum Feiern                | Ausgeschieden                                    | Ausgeschieden                                    | 14 / 28                                          | 75                                               | Piosenka dla Europy 2007                |
| 2008      | Isis Gee                  | For Life M/T: Isis Gee | Englisch                                        | Für das Leben                  | 24 / 25                                          | 14                                               | 10 / 19                                          | 42                                               | Piosenka dla Europy 2008                |
| 2009      | Lidia Kopania             | I Don’t Wanna Leave M: Alex Geringos; T: Bernd Klimpel | Englisch                                        | Ich möchte nicht gehen         | Ausgeschieden                                    | Ausgeschieden                                    | 12 / 19                                          | 43                                               | Piosenka dla Europy 2009                |
| 2010      | Marcin Mroziński          | Legenda M: Marcin Nierubiec; T: Marcin Mroziński | Englisch, Polnisch                              | Legende                        | Ausgeschieden                                    | Ausgeschieden                                    | 13 / 17                                          | 44                                               | Krajowe Eliminacje 2010                 |
| 2011      | Magdalena Tul             | Jestem M/T: Magdalena Tul | Polnisch                                        | Ich bin                        | Ausgeschieden                                    | Ausgeschieden                                    | 19 / 19                                          | 18                                               | Krajowe Eliminacje 2011                 |
| 2012 2013 | Auf Teilnahme verzichtet  | Auf Teilnahme verzichtet | Auf Teilnahme verzichtet                        | Auf Teilnahme verzichtet       | Auf Teilnahme verzichtet                         | Auf Teilnahme verzichtet                         | Auf Teilnahme verzichtet                         | Auf Teilnahme verzichtet                         | Auf Teilnahme verzichtet                |
| 2014      | Donatan & Cleo            | My Słowianie – We Are Slavic M: Donatan; T: Cleo | Polnisch, Englisch                              | Wir Slawen – Wir sind slawisch | 14 / 26                                          | 62                                               | 8 / 15                                           | 70                                               | interne Auswahl                         |
| 2015      | Monika Kuszyńska          | In the Name of Love M/T: Kuba Raczyński, Monika Kuszyńska | Englisch                                        | Im Namen der Liebe             | 23 / 27                                          | 10                                               | 8 / 17                                           | 57                                               | interne Auswahl                         |
| 2016      | Michał Szpak              | Color of Your Life M: Andy Palmer; T: Kamil Varen | Englisch                                        | Farbe deines Lebens            | 8 / 26                                           | 229                                              | 6 / 18                                           | 151                                              | Krajowe Eliminacje 2016                 |
| 2017      | Kasia Moś                 | Flashlight M/T: Kasia Moś, Pete Baringger, Rickard Bonde Truumeel | Englisch                                        | Taschenlampe                   | 22 / 26                                          | 64                                               | 9 / 18                                           | 119                                              | Krajowe Eliminacje 2017                 |
| 2018      | Gromee feat. Lukas Meijer | Light Me Up M/T: Andrzej Gromala, Lukas Meijer, Mahan Moin, Christian Rabb | Englisch                                        | Erleuchte mich                 | Ausgeschieden                                    | Ausgeschieden                                    | 14 / 18                                          | 81                                               | Krajowe Eliminacje 2018                 |
| 2019      | Tulia                     | Fire of Love (Pali się) M: Nadia Dalin; T: Sonia Krasny, Allan Rich, Jud Friedmann | Polnisch, Englisch                              | Feuer der Liebe (Es brennt)    | Ausgeschieden                                    | Ausgeschieden                                    | 11 / 17                                          | 120                                              | interne Auswahl                         |
| 2020      | Alicja                    | Empires M: Frazer Mac, Patryk Kumor, Dominic Buczkowski-Wojtaszek, Laurell Barker, Reece Pullinger, Maria Broberg, T: Patryk Kumor, Dominic Buczkowski-Wojtaszek, Laurell Barker, Frazer Mac | Englisch                                        | Weltreiche                     | Absage wegen der COVID-19-Pandemie durch die EBU | Absage wegen der COVID-19-Pandemie durch die EBU | Absage wegen der COVID-19-Pandemie durch die EBU | Absage wegen der COVID-19-Pandemie durch die EBU | Szansa na Sukces Eurowizja 2020         |
| 2021      | Rafał Brzozowski          | The Ride M/T: Joakim Övrenius, Thomas Karlsson, Clara Rubensson, Johan Mauritzson | Englisch                                        | Die Fahrt                      | Ausgeschieden                                    | Ausgeschieden                                    | 14 / 17                                          | 35                                               | interne Auswahl                         |
| 2022      | Ochman                    | River M: Krystian Ochman, Ashley Hicklin, Adam Wiśniewski, Mikołaj Trybulec; T: Krystian Ochman, Ashley Hicklin                                                                              | Englisch                                        | Fluss                          | 12 / 25                                          | 151                                              | 6 / 18                                           | 198                                              | Tu bije serce Europy! 2022              |
| 2023      | Blanka                    | Solo M: Maciej Puchalski, Mikołaj Trybulec, Bartłomiej Rzeczycki, Marcin Górecki, Blanka Stajkow; T: Blanka Stajkow, Maria Broberg, Julia Sundberg                                           | Englisch                                        | Allein                         | 19 / 26                                          | 93                                               | 3 / 16                                           | 124                                              | Tu bije serce Europy! 2023              |
| 2024      | Luna                      | The Tower M/T: Paul Dixon, Aleksandra Wielgomas, Max Cooke | Englisch                                        | Der Turm                       | Ausgeschieden                                    | Ausgeschieden                                    | 12 / 15                                          | 35                                               | interne Auswahl                         |
| 2025      | Justyna Steczkowska       | Gaja M/T: Dominic Buczkowski-Wojtaszek, Emilian Waluchowski, Justyna Steczkowska, Patryk Kumór                                                                                               | Polnisch                                        | Gaia                           | 14 / 26                                          | 156                                              | 8 / 15                                           | 85                                               | Wielki Finał Polskich Kwalifikacji 2025 |

## Nationale Vorentscheidungen
Die ersten sieben polnischen Beiträge wurden intern ausgewählt. 2003 fand dann erstmals unter den Namen Krajowe Eliminacje do Konkursu Piosenki Eurowizji ein nationaler Vorentscheid statt. Auch 2004 wurde ein Vorentscheid unter dem gleichen Namen veranstaltet. 2005 hingegen wurde der Beitrag wieder intern ausgewählt. Von 2006 bis 2009 fand Piosenka dla Europy („Ein Lied für Europa“) als Vorentscheidung statt. 2010 sowie 2011 fand die Vorentscheidung unter den Titel Krajowe eliminacje („Nationale Auswahl“) statt. 2014 und 2015 wurden die Beiträge wieder intern ausgewählt. Von 2016 bis 2018 wurden allerdings wieder alle polnischen Beiträge in einer Vorentscheidung unter dem Titel Krajowe eliminacje ausgewählt. 2019 wurde erstmals seit vier Jahren wieder Lied und Interpret intern ausgewählt. 2020 fand mit der Sendung Szansa na Sukces Eurowizja ein neues Vorentscheidsformat statt, welches über drei Halbfinale ging. Dort sangen einige Interpreten je einen Coversong unter einem Motto. Am Ende qualifizierte sich je ein Teilnehmer pro Halbfinale für das Finale, womit am Finale drei Interpreten mit ihren eigenen Liedern teilnahmen.

## Kommentatoren und Punktesprecher
| Jahr      | Kommentator                        | Punktesprecher           |
| --------- | ---------------------------------- | ------------------------ |
| 1992      | Artur Orzech & Maria Szabłowska    | Keine Teilnahme          |
| 1993      | Artur Orzech & Maria Szabłowska    | Keine Teilnahme          |
| 1994      | Artur Orzech                       | Jan Chojnacki            |
| 1995      | Artur Orzech                       | Jan Chojnacki            |
| 1996      | Dorota Osman                       | Jan Chojnacki            |
| 1997      | Jan Wilkans                        | Jan Chojnacki            |
| 1998      | Artur Orzech                       | Jan Chojnacki            |
| 1999      | Artur Orzech                       | Jan Chojnacki            |
| 2000      | Artur Orzech                       | Nicht qualifiziert       |
| 2001      | Artur Orzech                       | Maciej Orłoś             |
| 2002      | Artur Orzech                       | Nicht qualifiziert       |
| 2003      | Artur Orzech                       | Maciej Orłoś             |
| 2004      | Artur Orzech                       | Maciej Orłoś             |
| 2005      | Artur Orzech                       | Maciej Orłoś             |
| 2006      | Artur Orzech                       | Maciej Orłoś             |
| 2007      | Artur Orzech                       | Maciej Orłoś             |
| 2008      | Artur Orzech                       | Radosław Brzózka         |
| 2009      | Artur Orzech                       | Radosław Brzózka         |
| 2010      | Artur Orzech                       | Aleksandra Rosiak        |
| 2011      | Artur Orzech                       | Odeta Moro               |
| 2012 2013 | Keine Übertragung                  | Auf Teilnahme verzichtet |
| 2014      | Artur Orzech                       | Paulina Chylewska        |
| 2015      | Artur Orzech                       | Aleksandra Ciupa         |
| 2016      | Artur Orzech                       | Anna Popek               |
| 2017      | Artur Orzech                       | Anna Popek               |
| 2018      | Artur Orzech                       | Mateusz Szymkowiak       |
| 2019      | Artur Orzech                       | Mateusz Szymkowiak       |
| 2021      | Marek Sierocki & Aleksander Sikora | Ida Nowakowska           |
| 2022      | Marek Sierocki & Aleksander Sikora | Ida Nowakowska           |
| 2023      | Marek Sierocki & Aleksander Sikora | Ida Nowakowska           |
| 2024      | Artur Orzech                       | Viki Gabor               |
| 2025      | Artur Orzech                       | Aleksandra Budka         |

## Sprachen
Gemäß den Wettbewerbsregeln wurden die Beiträge von 1994 bis 1998 auf Polnisch vorgestellt. Nach der Abschaffung dieser Regelung wurde, insbesondere in den 2000er Jahren, viele verschiedene Sprachen in den polnischen Beiträgen verwendet. Czarna dziewczyna wurde 2005 auf Polnisch und Russisch gesungen. 2004 waren einige spanische Zeilen im sonst rein englischsprachigen Text von Love Song enthalten. Die Beiträge 2003 und 2006 – vorgetragen von der Gruppe Ich Troje – enthielten Text in Polnisch, Deutsch und Russisch, Follow My Heart zusätzlich noch Spanisch und Englisch. Ansonsten wurde der Großteil der Beiträge nach Fall der Sprachregelung auf Englisch gesungen. Lediglich 1999 und 2011 wurden die Lieder auf Polnisch gesungen. 2010, 2014 und 2019 entstanden polnisch-englische Mischversionen.

## Punktevergabe
Folgende Länder erhielten die meisten Punkte von oder vergaben die meisten Punkte an Polen (Stand: 2025):
| Die meisten im Finale vergebenen Punkte | Die meisten im Finale vergebenen Punkte | Die meisten im Finale vergebenen Punkte |
| Platz                                   | Land                                    | Punkte                                  |
| --------------------------------------- | --------------------------------------- | --------------------------------------- |
| 1                                       | Ukraine                                 | 202                                     |
| 2                                       | Schweden                                | 137                                     |
| 3                                       | Norwegen                                | 096                                     |
| 4                                       | Italien                                 | 081                                     |
| 5                                       | Israel                                  | 074                                     |
| 5                                       | Schweiz                                 | 074                                     |

| Die meisten im Finale erhaltenen Punkte | Die meisten im Finale erhaltenen Punkte | Die meisten im Finale erhaltenen Punkte |
| Platz                                   | Land                                    | Punkte                                  |
| --------------------------------------- | --------------------------------------- | --------------------------------------- |
| 1                                       | Deutschland                             | 89                                      |
| 2                                       | Vereinigtes Königreich                  | 76                                      |
| 3                                       | Irland                                  | 67                                      |
| 4                                       | Ukraine                                 | 61                                      |
| 5                                       | Frankreich                              | 59                                      |

| Die meisten insgesamt vergebenen Punkte | Die meisten insgesamt vergebenen Punkte | Die meisten insgesamt vergebenen Punkte |
| Platz                                   | Land                                    | Punkte                                  |
| --------------------------------------- | --------------------------------------- | --------------------------------------- |
| 1                                       | Ukraine                                 | 277                                     |
| 2                                       | Schweden                                | 213                                     |
| 3                                       | Norwegen                                | 151                                     |
| 4                                       | Australien                              | 147                                     |
| 5                                       | Belgien                                 | 124                                     |
| 5                                       | Estland                                 | 124                                     |

| Die meisten insgesamt erhaltenen Punkte | Die meisten insgesamt erhaltenen Punkte | Die meisten insgesamt erhaltenen Punkte |
| Platz                                   | Land                                    | Punkte                                  |
| --------------------------------------- | --------------------------------------- | --------------------------------------- |
| 1                                       | Deutschland                             | 175                                     |
| 2                                       | Vereinigtes Königreich                  | 160                                     |
| 3                                       | Irland                                  | 142                                     |
| 4                                       | Ukraine                                 | 130                                     |
| 5                                       | Belgien                                 | 122                                     |

### Vergaben der Höchstwertung
Seit 1994 vergab Polen die Höchstpunktzahl an 21 verschiedene Länder, davon zwölfmal an die Ukraine. Im Halbfinale dagegen vergab Polen die Höchstpunktzahl an 15 verschiedene Länder, davon viermal an Schweden und Ukraine.
| Höchstwertung (Finale) | Höchstwertung (Finale)   | Höchstwertung (Finale)   |
| Jahr                   | Land                     | Platz (Finale)           |
| ---------------------- | ------------------------ | ------------------------ |
| 1994                   | Ungarn                   | 4                        |
| 1995                   | Norwegen                 | 1                        |
| 1996                   | Irland                   | 1                        |
| 1997                   | Frankreich               | 7                        |
| 1998                   | Belgien                  | 6                        |
| 1999                   | Deutschland              | 3                        |
| 2000                   | Nicht qualifiziert       | Nicht qualifiziert       |
| 2001                   | Estland                  | 1                        |
| 2002                   | Nicht qualifiziert       | Nicht qualifiziert       |
| 2003                   | Belgien                  | 2                        |
| 2004                   | Ukraine                  | 1                        |
| 2005                   | Ukraine                  | 19                       |
| 2006                   | Finnland                 | 1                        |
| 2007                   | Ukraine                  | 2                        |
| 2008                   | Armenien                 | 4                        |
| 2009                   | Norwegen                 | 1                        |
| 2010                   | Dänemark                 | 4                        |
| 2011                   | Litauen                  | 19                       |
| 2012 2013              | Auf Teilnahme verzichtet | Auf Teilnahme verzichtet |
| 2014                   | Niederlande              | 2                        |
| 2015                   | Schweden                 | 1                        |
| 2016                   | Ukraine (J & T)          | 1                        |
| 2017                   | Portugal (J)             | 1                        |
| 2017                   | Belgien (T)              | 4                        |
| 2018                   | Österreich (J)           | 3                        |
| 2018                   | Ukraine (T)              | 17                       |
| 2019                   | Australien (J)           | 9                        |
| 2019                   | Island (T)               | 10                       |
| 2020                   | Wettbewerb abgesagt      | Wettbewerb abgesagt      |
| 2021                   | San Marino (J)           | 22                       |
| 2021                   | Ukraine (T)              | 5                        |
| 2022                   | Ukraine (J & T)          | 1                        |
| 2023                   | Israel (J)               | 3                        |
| 2023                   | Ukraine (T)              | 6                        |
| 2024                   | Schweiz (J)              | 1                        |
| 2024                   | Ukraine (T)              | 3                        |
| 2025                   | Schweiz (J)              | 10                       |
| 2025                   | Ukraine (T)              | 9                        |

| Höchstwertung (Halbfinale) | Höchstwertung (Halbfinale)        | Höchstwertung (Halbfinale)        |
| Jahr                       | Land                              | Platz (Halbfinale)                |
| -------------------------- | --------------------------------- | --------------------------------- |
| 2004                       | Halbfinale wurde nicht übertragen | Halbfinale wurde nicht übertragen |
| 2005                       | Ungarn                            | 5                                 |
| 2006                       | Finnland                          | 1                                 |
| 2007                       | Lettland                          | 5                                 |
| 2008                       | Armenien                          | 2                                 |
| 2009                       | Aserbaidschan                     | 2                                 |
| 2010                       | Belgien                           | 1                                 |
| 2011                       | Litauen                           | 5                                 |
| 2012 2013                  | Auf Teilnahme verzichtet          | Auf Teilnahme verzichtet          |
| 2014                       | Schweiz                           | 4                                 |
| 2015                       | Schweden                          | 1                                 |
| 2016                       | Ukraine (J & T)                   | 2                                 |
| 2017                       | Portugal (J & T)                  | 1                                 |
| 2018                       | Schweden (J)                      | 2                                 |
| 2018                       | Ukraine (T)                       | 6                                 |
| 2019                       | Australien (J)                    | 1                                 |
| 2019                       | Island (T)                        | 3                                 |
| 2020                       | Wettbewerb abgesagt               | Wettbewerb abgesagt               |
| 2021                       | Griechenland (J)                  | 6                                 |
| 2021                       | Finnland (T)                      | 5                                 |
| 2022                       | Schweden (J & T)                  | 1                                 |
| 2023                       | Slowenien                         | 5                                 |
| 2024                       | Ukraine                           | 3                                 |
| 2025                       | Ukraine                           | 1                                 |

## Verschiedenes
- Die polnischen Beiträge schnitten bei Publikum und Jurys wiederholt sehr unterschiedlich ab: 2014 erreichte das Land Platz 14 im Finale, wäre bei reinem Televoting allerdings Fünfter geworden. 2015 hätte der polnische Beitrag bei einem reinen Televoting den 15. Platz erreicht, wurde aber bei den Jurys mit zwei Punkten Letzter. Genauso 2016: Bei den Jurys wurde Polen Vorletzter, bei den Zuschauern Platz 3. Daraus resultierte Platz 8 von 26 Teilnehmern. Dies änderte sich 2019 im ersten Halbfinale, als Polen sowohl von den Zuschauern als auch von der Jury 60 Punkte erhielt. Mit 120 Punkten konnte sich Polen allerdings nicht für das Finale qualifizieren.

## Impressionen

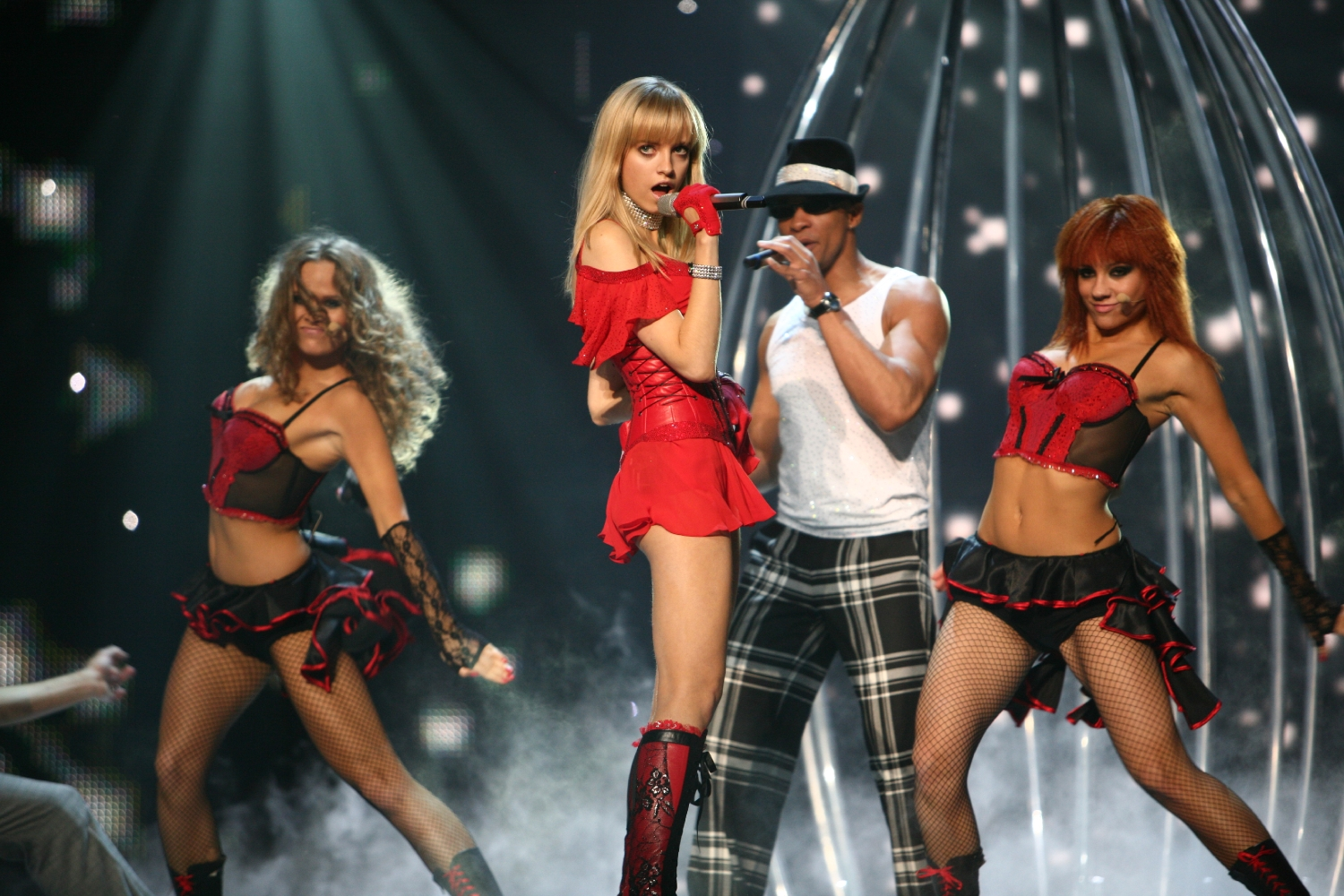
The Jet Set 2007
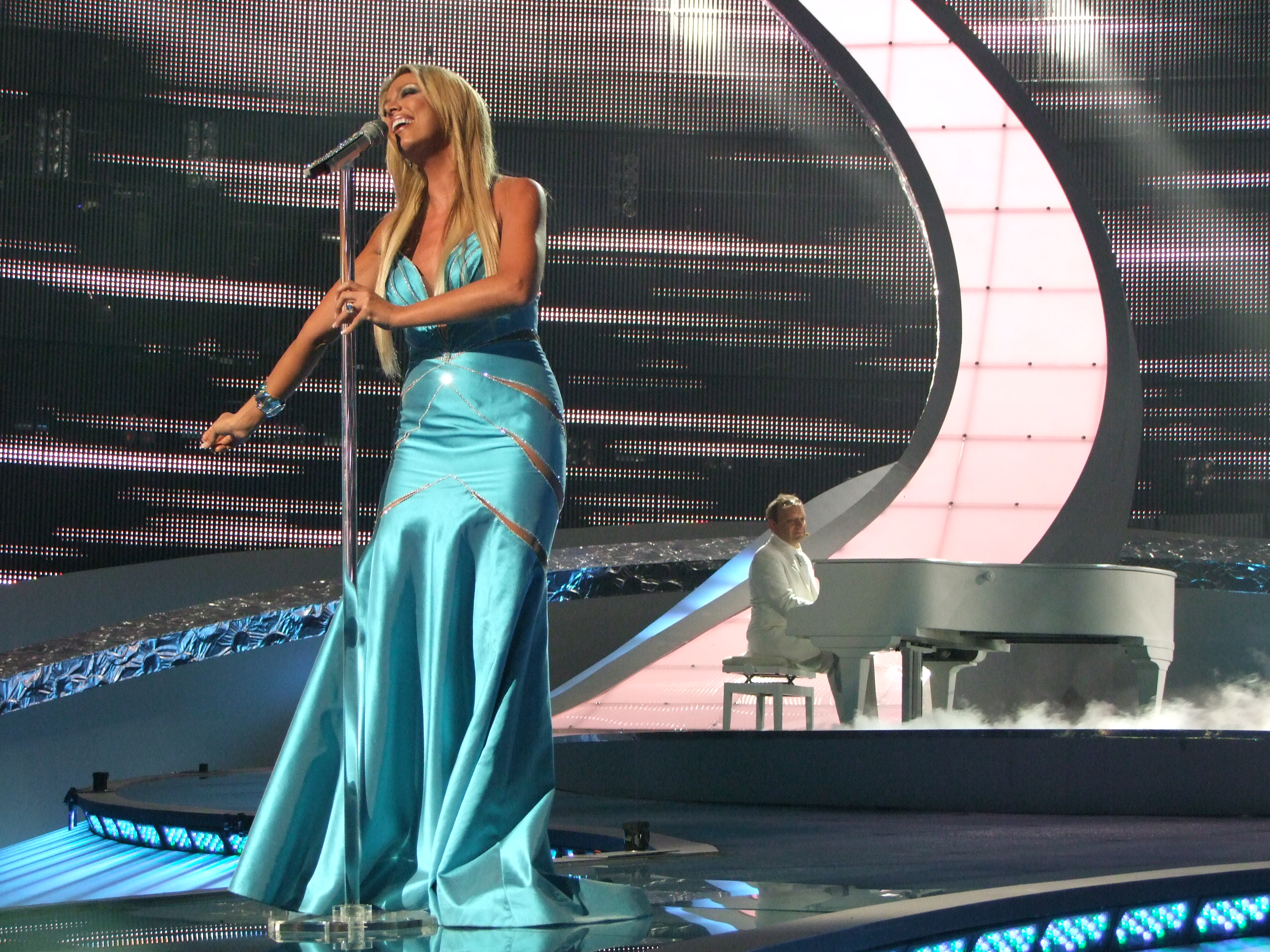
Isis Gee 2008
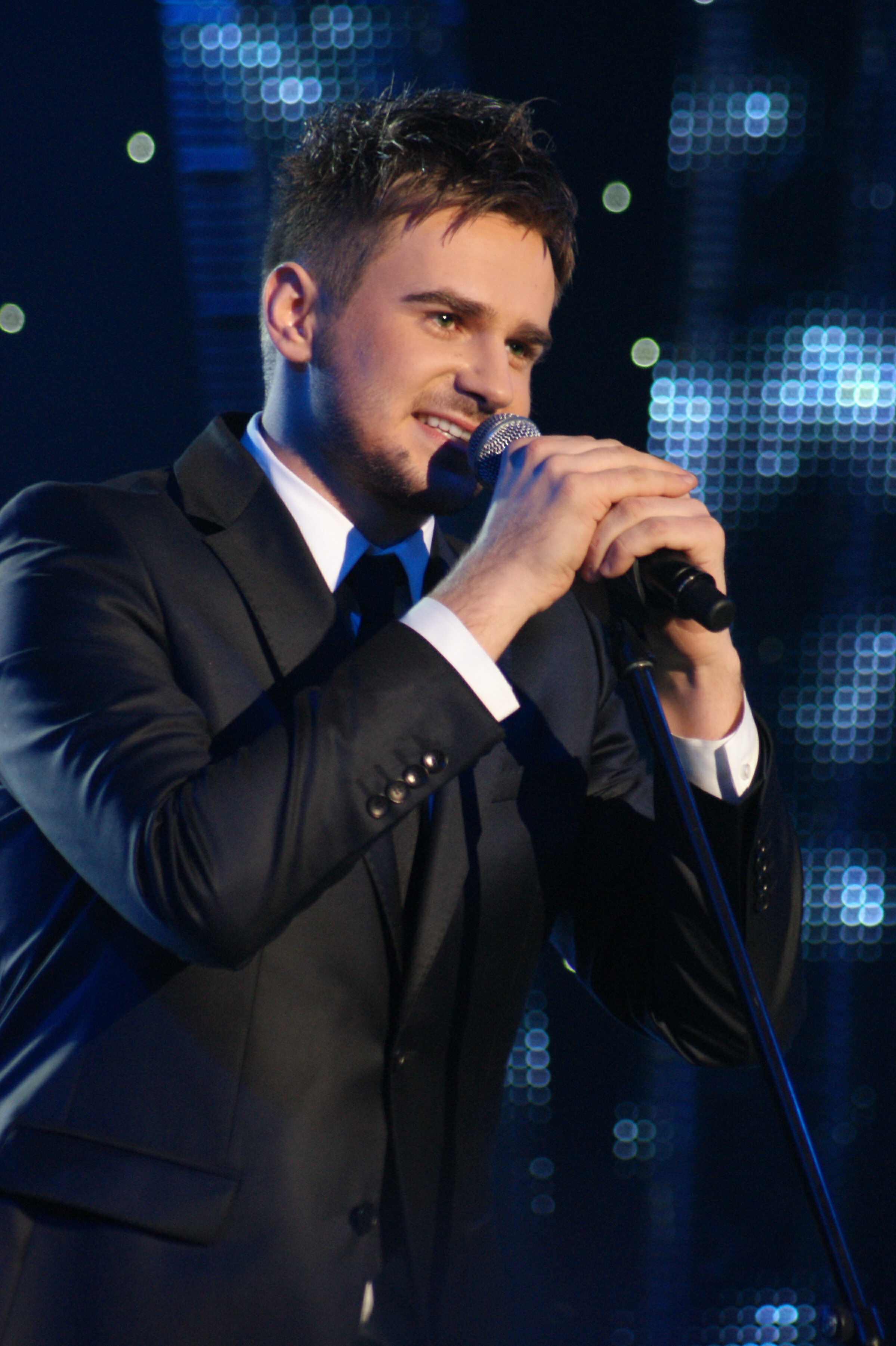
Marcin Mroziński 2010
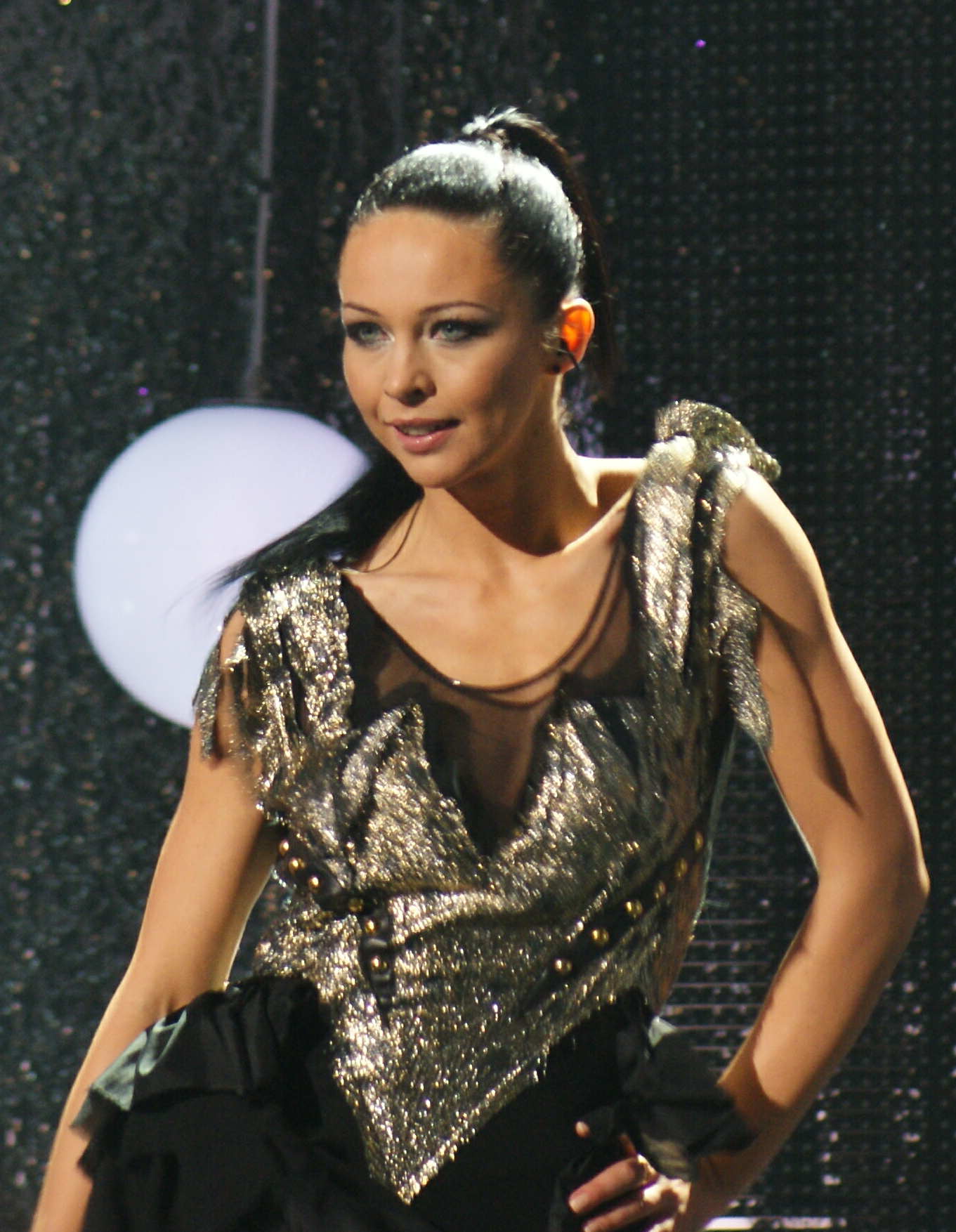
Magdalena Tul 2011
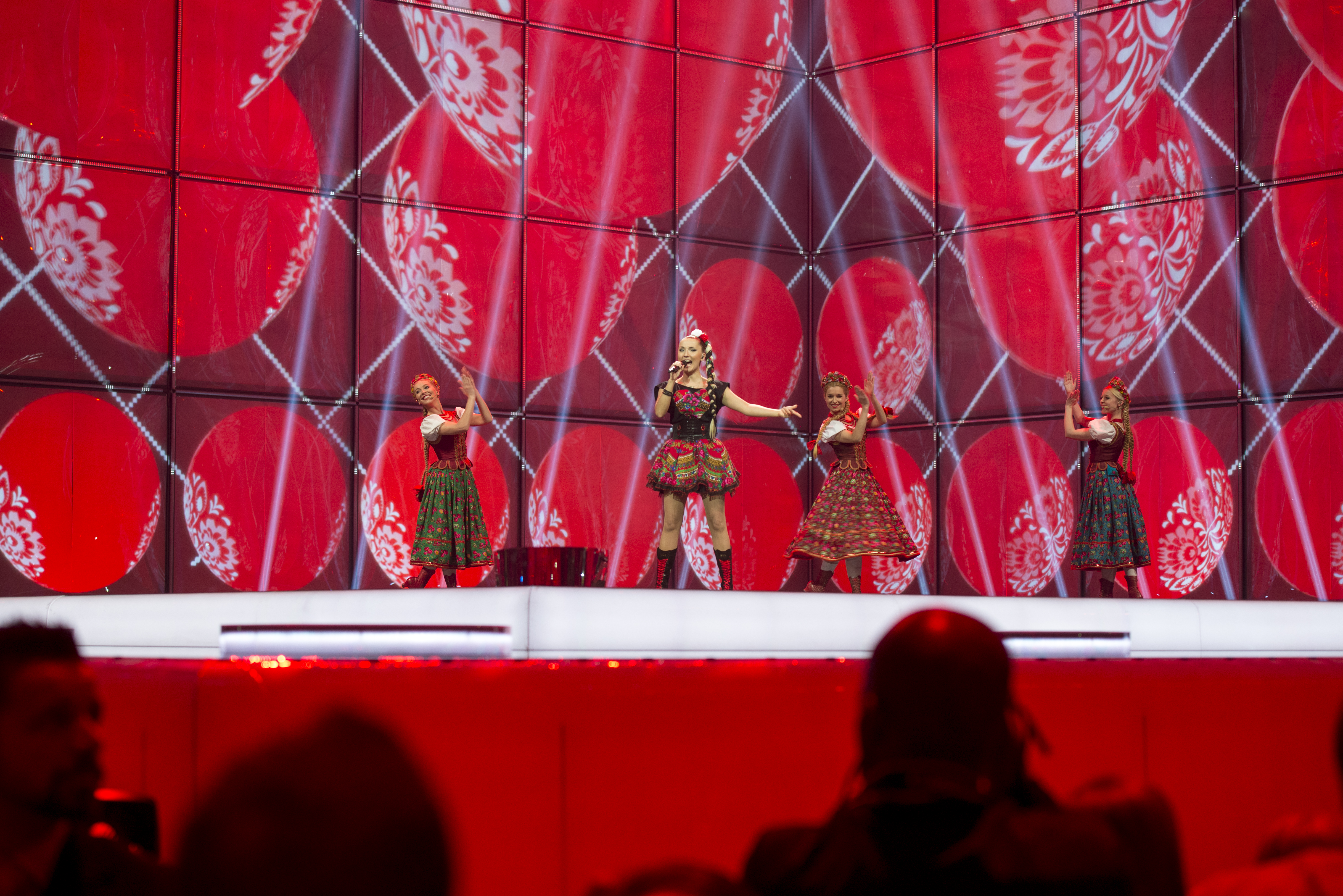
Donatan & Cleo 2014
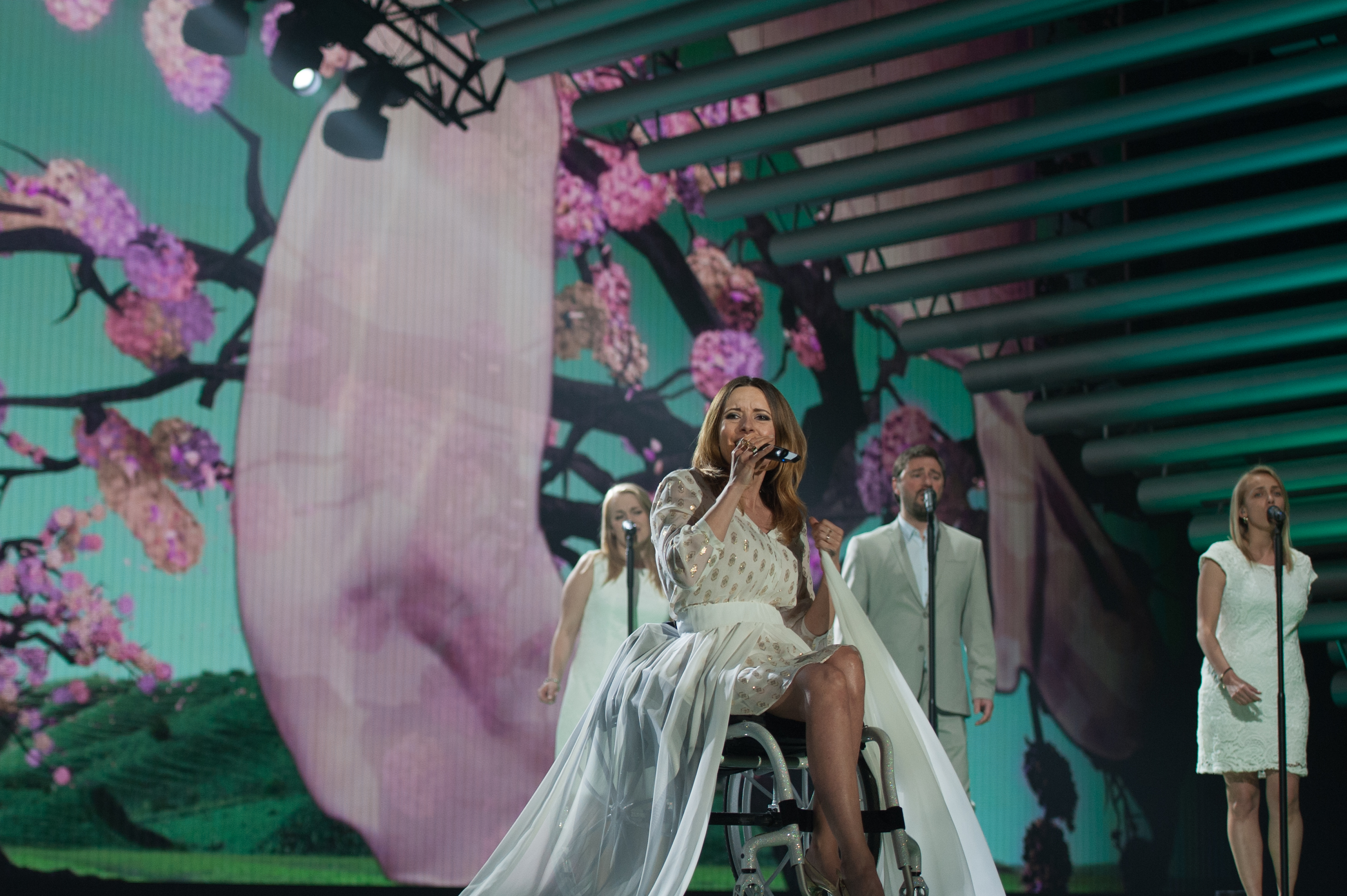
Monika Kuszyńska 2015
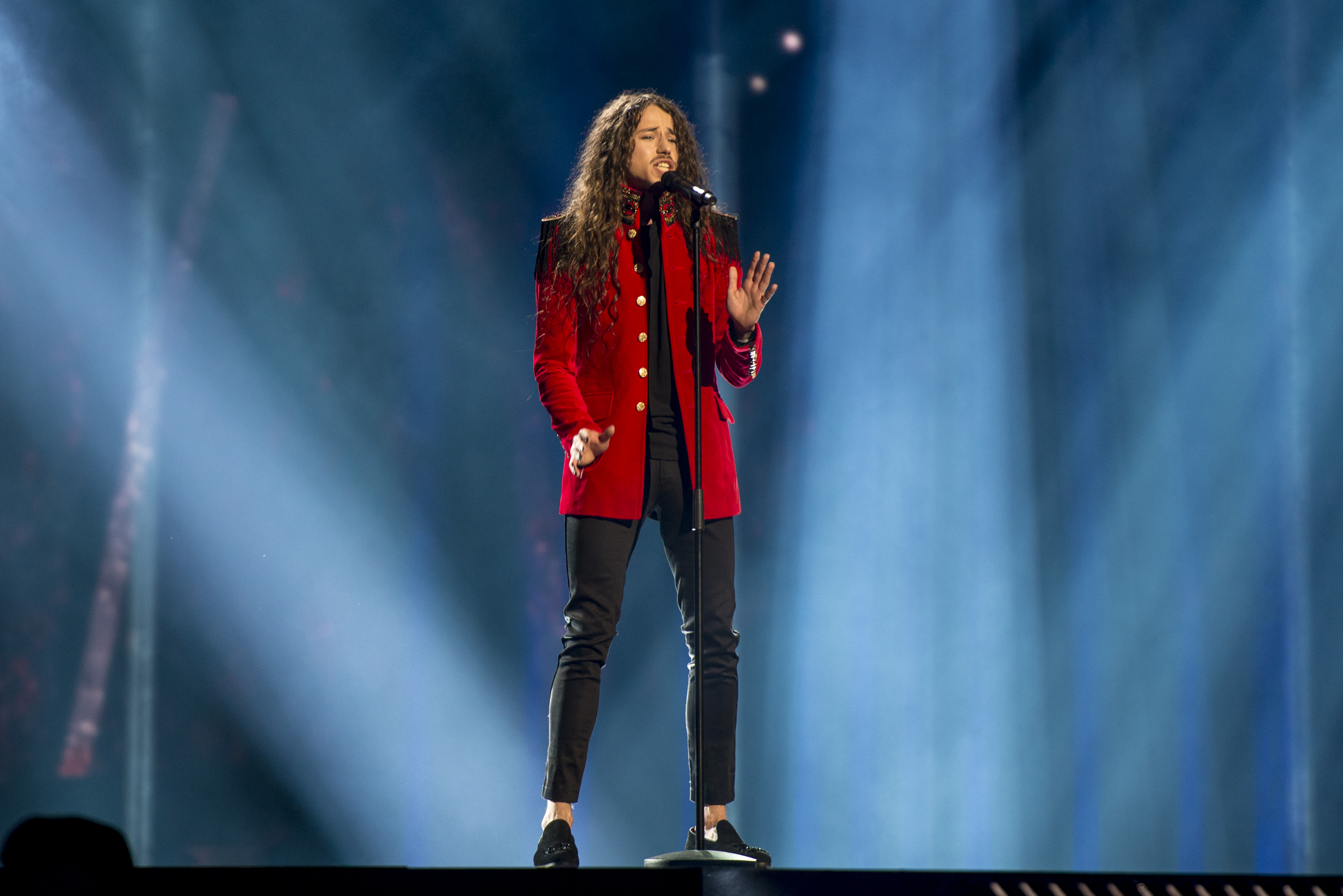
Michał Szpak 2016
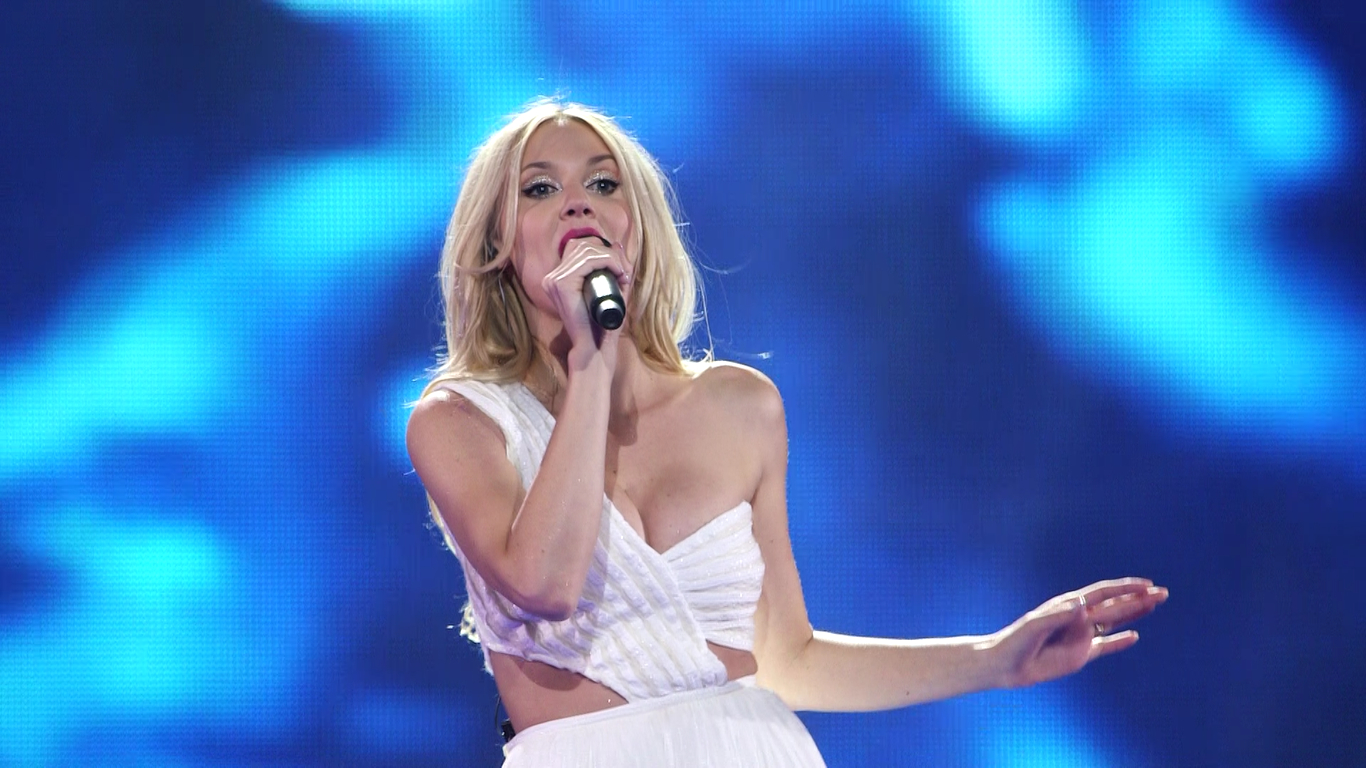
Kasia Moś 2017
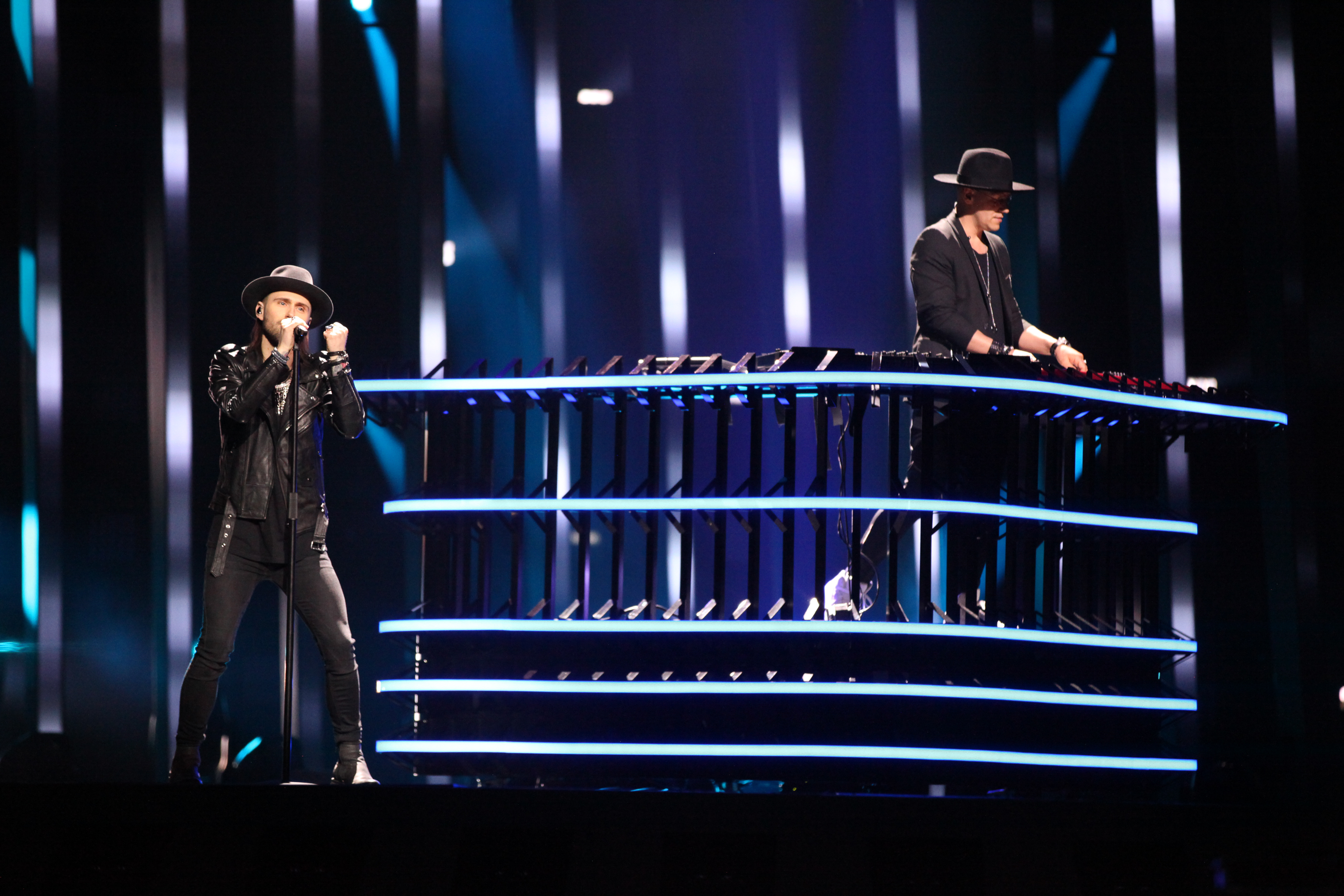
Gromee feat. Lukas Meijer 2018
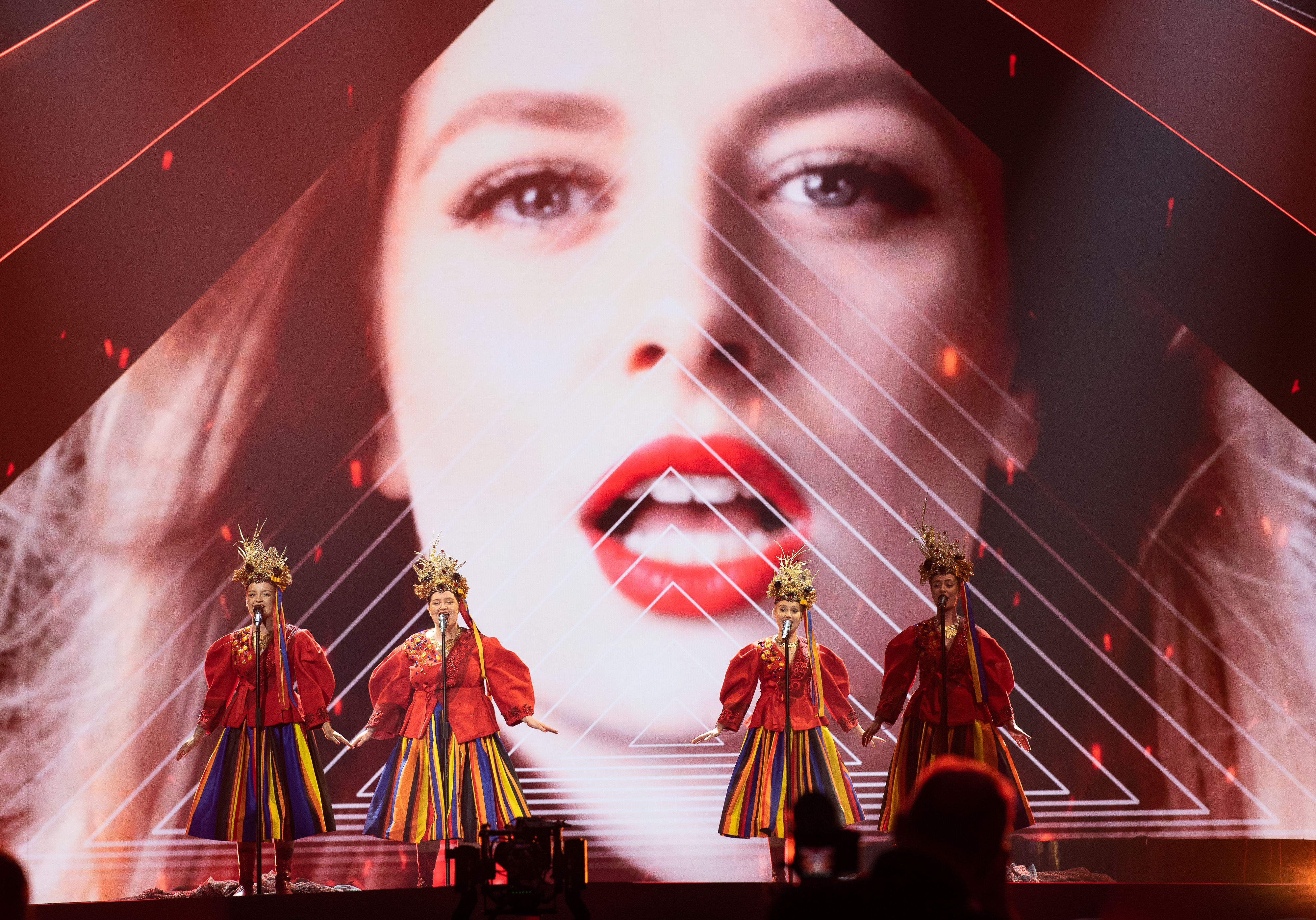
Tulia 2019
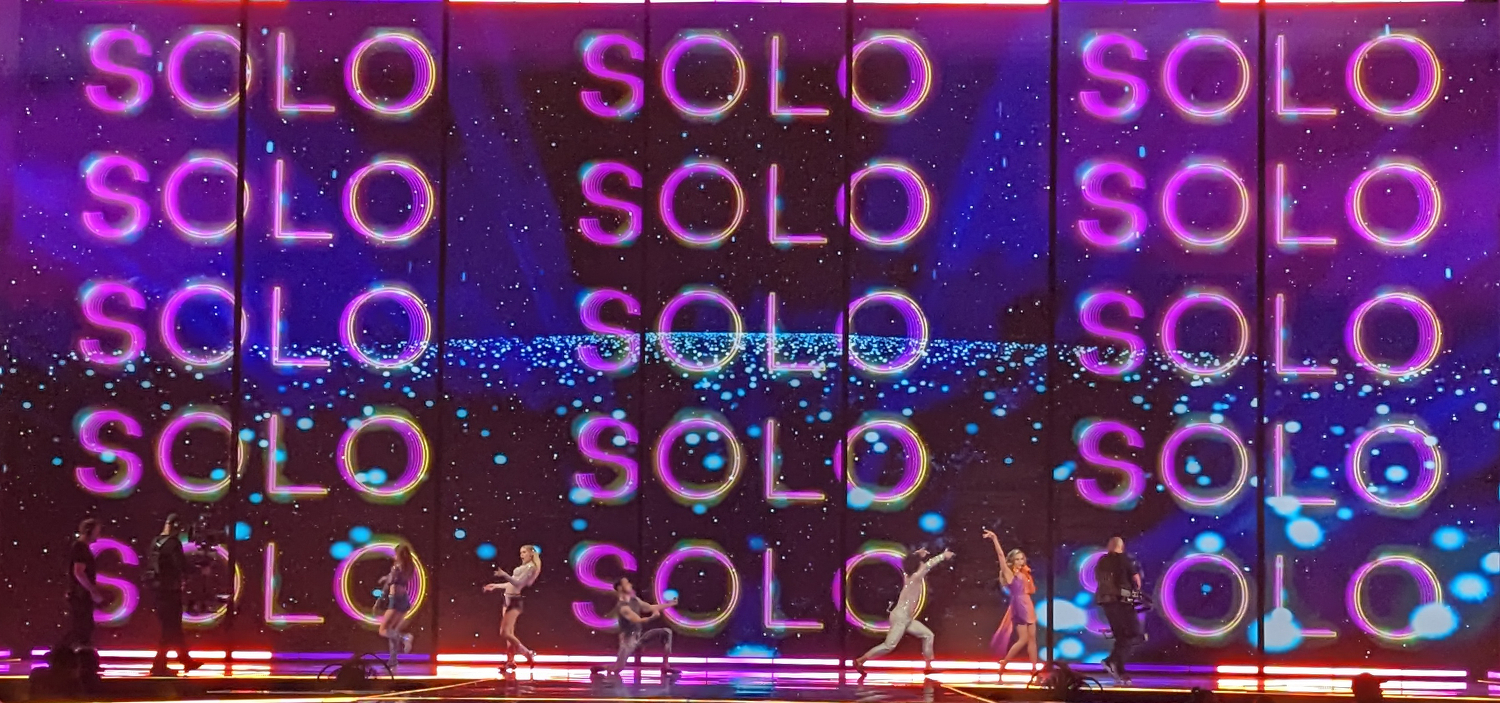
Blanka 2023
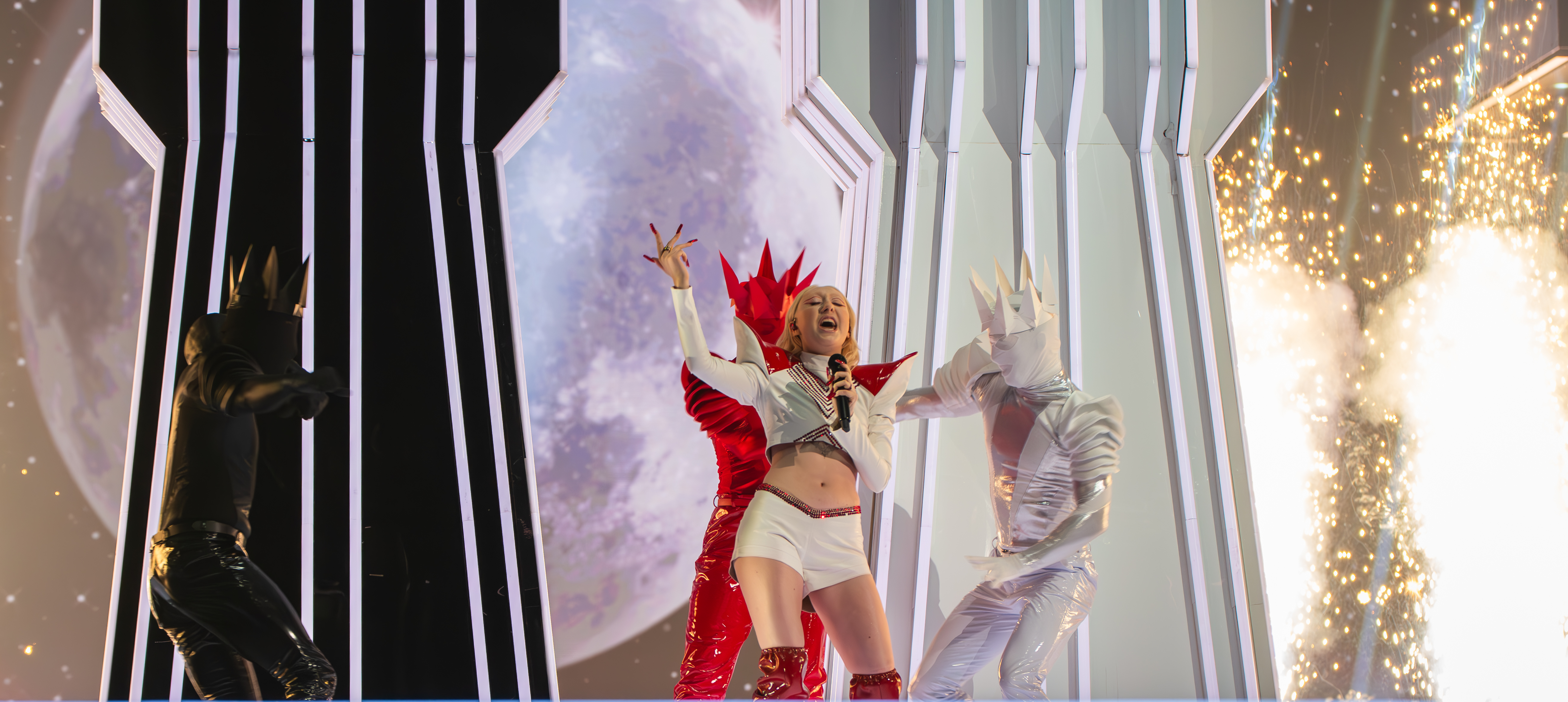
Luna 2024
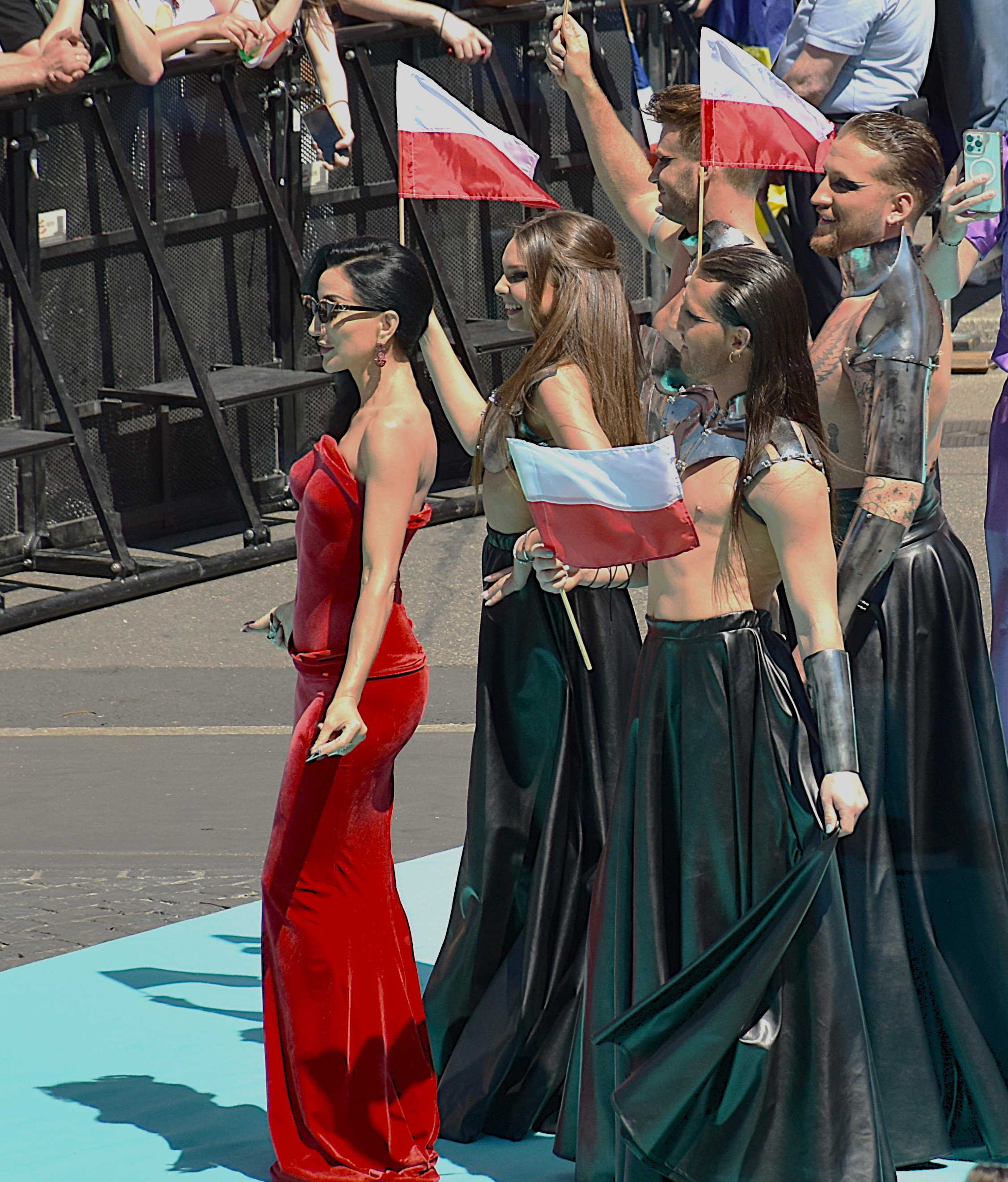
Justyna Steczkowska 2025